# Liste von Filmen in VistaVision
Die Liste führt alle in VistaVision gedrehten US-amerikanischen Breitwandfilme auf.

## Filme
- 1954: Weiße Weihnachten (White Christmas)
- 1954: Im Zirkus der 3 Manegen (3 Ring Circus)
- 1955: In geheimer Kommandosache (Strategic Air Command)
- 1955: Im Schatten des Galgens (Run for Cover)
- 1955: Dem Teufel auf der Spur (Hell’s Island)
- 1955: Am fernen Horizont (The Far Horizons)
- 1955: Komödiantenkinder (The Seven Little Foys)
- 1955: Wir sind keine Engel (We’re No Angels)
- 1955: Man ist niemals zu jung (You’re Never Too Young)
- 1955: Über den Dächern von Nizza (To Catch A Thief)
- 1955: The Girl Rush
- 1955: Immer Ärger mit Harry (The Trouble With Harry)
- 1955: An einem Tag wie jeder andere (The Desperate Hours)
- 1955: Lucy Gallant
- 1955: Maler und Mädchen (Artists and Models)
- 1955: Die tätowierte Rose (The Rose Tattoo)
- 1956: Der schwarze Falke (The Searchers)
- 1956: Der Hofnarr (The Court Jester)
- 1956: Broadway-Zauber (Anything Goes)
- 1956: Alle Spuren verwischt (The Scarlet Hour)
- 1956: Die falsche Eva (The Birds and the Bees)
- 1956: Der Mann der zuviel wusste (The Man Who Knew Too Much)
- 1956: Ich heirate meine Frau (That Certain Feeling)
- 1956: Tag der Entscheidung (The Leather Saint)
- 1956: Auch Helden können weinen (The Proud and Profane)
- 1956: Wo Männer noch Männer sind (Pardners)
- 1956: König der Vagabunden (The Vagabond King)
- 1956: The Search for Bridey Murphy
- 1956: Die zehn Gebote (The Ten Commandments)
- 1956: Der Berg der Versuchung (The Mountain)
- 1956: Alles um Anita (Hollywood or Bust)
- 1956: Der Regenmacher (The Rainmaker)
- 1956: Rivalen ohne Gnade (Three Violent People)
- 1957: Ein süßer Fratz (Funny Face)
- 1957: Die Nacht kennt keine Schatten (Fear Strikes Out)
- 1957: Der Mann, der niemals lachte (The Buster Keaton Story)
- 1957: Zwei rechnen ab (Gunfight at the O.K. Corral)
- 1957: Dümmer als die Polizei erlaubt (The Delicate Delinquent)
- 1957: Beau James
- 1957: Der Einsame (The Lonely Man)
- 1957: Gold aus heißer Kehle (Loving You)
- 1957: Sturm über Persien (Omar Khayyam)
- 1957: Mit dem Satan auf Du (Short Cut to Hell)
- 1957: Schicksalsmelodie (The Joker Is Wild)
- 1957: Die Teufelskurve (The Devil’s Hairpin)
- 1957: Hear Me Good
- 1957: Der Stern des Gesetzes (The Tin Star)
- 1957: Der Regimentstrottel (The Sad Sack)
- 1957: Wild ist der Wind (Wild Is The Wind)
- 1958: Begierde unter Ulmen (Desire under the Elms)
- 1958: Reporter der Liebe (Teacher’s Pet)
- 1958: St. Louis Blues
- 1958: Aus dem Reich der Toten (Vertigo)
- 1958: Flammen über Maracaibo (Maracaibo)
- 1958: Hitzewelle (Hot Spell)
- 1958: Mein Leben ist der Rhythmus (King Creole)
- 1958: Fünf auf einen Streich (Rock-a-bye Baby)
- 1958: Die Heiratsvermittlerin (The Matchmaker)
- 1958: Die schwarze Orchidee (The Black Orchid)
- 1958: Der Geisha Boy (The Geisha Boy)
- 1958: Hausboot (Houseboat)
- 1958: König der Freibeuter (The Buccaneer)
- 1959: Der unsichtbare Dritte (North by Northwest)
- 1959: Die Falle von Tula (The Trap)
- 1959: So etwas von Frau! (That Kind of Woman)
- 1959: Fünf Pennies (The Five Pennies)
- 1959: Der letzte Zug von Gun Hill (Last Train from Gun Hill)
- 1959: Bei mir nicht (But Not For Me)
- 1959: Der Herrscher von Kansas (The Jayhawkers)
- 1959: Li’l Abner
- 1960: Die Dame und der Killer (Heller in Pink Tights)
- 1960: Es begann in Neapel (It Started in Naples)
- 1961: Der Besessene (One-Eyed Jacks)
- 1963: My Six Loves